# Пяртельпоэг, Хуго
Хуго Пяртельпоэг (эст. Hugo Osvald Pärtellpoeg, 7 февраля 1899 — 29 апреля 1951, Озерлаг) — эстонский юрист и политик.
Родился в семье Августа Пяртельпоэга (1874—1944) и Лиины, урождённой Шмидт (30 октября 1869—15 апреля 1955)
В 1925 году окончил юридический факультет Тартуского университета.
21 февраля 1940 года награждён орденом Эстонского Красного Креста V класса. В этот момент Пяртельпоэг служил юрисконсультом Банка Эстонии. Социалист.
В правительстве Отто Тиифа был министром финансов.
В 1944 году арестован вместе с другими членами правительства. Осуждён на процессе правительства Отто Тиифа в Москве, приговорён, как и Сузи, к 8 годам лишения свободы и 5 годам поражения в гражданских правах.
В августе 1945 вместе с Тиифом, Сузи и Пикковым отправлен в Куйбышев, откуда попал в Новосибирск в Кривощёковские лагеря. В конце октября вместе с Тиифом попал в больницу с диагнозом алиментарная дистрофия.
Скончался в Озерлаге в 1951 году.

## Семья
- Жена — Мария Пяртельпоэг, урожденная Аляс (Aljas) (15 сентября 1903 — 20 октября 1970)[1]
  - Сын — Илмар Пяртельпоэг (24 декабря 1926 — 1 августа 2013)[1], экономист и информатик, политик, спортсмен, тренер и лыжник
  - Дочь — Хелви в замужестве Hödrejärv[1]
- Сестра — Элла-Вельгельмина Пяртельпоэг (10 августа 1902 — 18 декабря 1926)[1]